# Сјединеније
Сјединеније (буг. Съединение) град је у Републици Бугарској, у средишњем делу земље, седиште истоимене општине Сјединеније у оквиру Пловдивске области.

## Географија
Положај: Сјединеније се налази у средишњем делу Бугарске. Од престонице Софије град је удаљен 135 km источно, а од обласног средишта, Пловдива град је удаљен 30 km северозападно.
Рељеф: Област Сјединенија се налази у северном делу Тракије, у долини реке Марице. Град се сместио у равничарском подручју, на приближно 210 m надморске висине. Северно од града издиже се Средња гора.
Клима: Клима у Сјединенију је континентална.
Воде: Сјединеније се у области са више мањих водотока, који су све притоке реке Марице.

## Историја
Област Сјединенија је првобитно било насељено Трачанима, а после њих овом облашћу владају стари Рим и Византија. Јужни Словени ово подручје насељавају у 7. веку. Од 9. века до 1373. године област је била у саставу средњовековне Бугарске.
Крајем 14. века област Сјединенија је пала под власт Османлија, који владају облашћу 5 векова.
Године 1885. град је постао део савремене бугарске државе. Насеље постоје убрзо средиште окупљања за села у околини, са више јавних установа и трговиштем.

## Становништво
По проценама из 2007. године Сјединеније је имало близу 6.000 становника. Огромна већина градског становништва су етнички Бугари. Остатак су махом Роми. Последњих деценија град губи становништво због удаљености од главних токова развоја у земљи.